# Avenue Victor-Cresson
L' avenue Victor-Cresson est un axe important d'Issy-les-Moulineaux. Elle suit le parcours de la route départementale 989.

## Situation et accès
Cette voie de circulation orientée d'ouest en est commence son tracé place Léon-Blum, point de rencontre de la rue Aristide-Briand, de l'avenue de Verdun, de l'avenue Pasteur et du boulevard Garibaldi.
Passant sous le viaduc de la ligne du RER C, elle traverse ensuite la place de Weiden, où convergent le boulevard Gallieni, l'avenue Bourgain et la rue Telles-de-la-Poterie.
Elle se termine au carrefour de la rue Diderot et de la rue Auguste-Gervais.
Elle est desservie côté ouest par la gare d'Issy, sur la ligne C du RER d'Île-de-France, et côté est, par la station de métro Mairie d'Issy sur la ligne 12 du métro de Paris. Les trois voies de garage de cette ligne se trouvent sous l'avenue.

## Origine du nom
En 1945, ce nom lui a été attribué en hommage à Victor Cresson, maire de la ville de 1935 à 1939, déporté pendant la Seconde Guerre mondiale.

## Historique

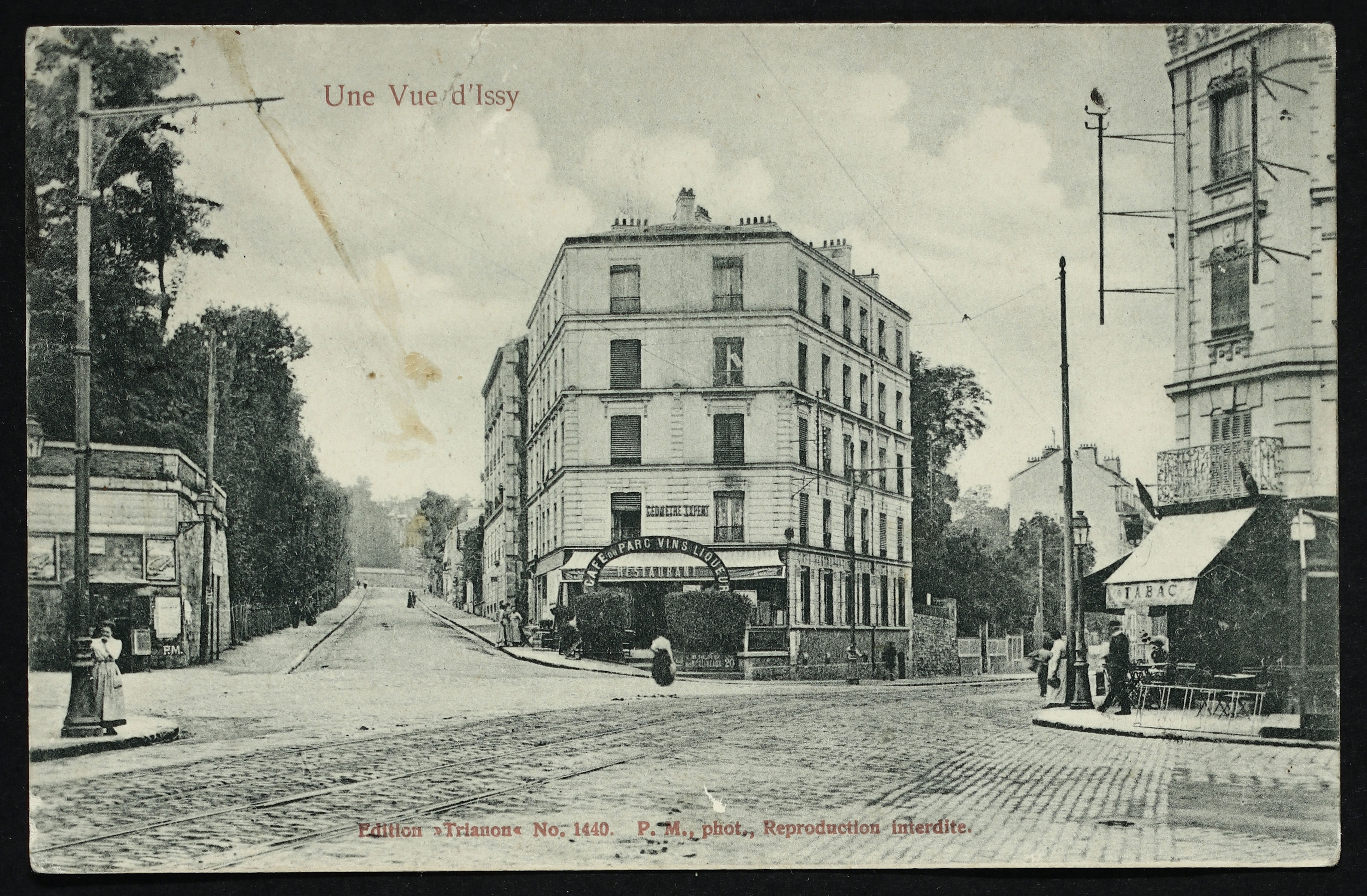
À l'angle de la rue André-Chénier.

Cette avenue est une partie de l'antique voie romaine menant de Lutèce à Dreux, et qui longeait ici la limite des eaux supérieures de la Seine.
Appelée ensuite route d'Issy, puis Grande Rue, elle reçut après la Première Guerre mondiale le nom d'avenue de Verdun, toponyme qui a été conservé plus à l'ouest, tandis que d'autres parties recevaient des noms distincts. Elle s'est progressivement urbanisée, se peuplant de logements et de commerces.

## Bâtiments remarquables et lieux de mémoire
- Église Évangélique Arménienne[7].
- Palais des Congrès d'Issy[8].
- À l'angle de l'avenue Victor-Cresson et de la rue André-Chénier[9], se trouve une stèle posée en hommage au Maréchal de Lattre de Tassigny, réalisée par le sculpteur Philippe Kaeppelin[10].
- Au no 25, le samedi 10 mars 1962, vers 8 h 10, eut lieu l'attentat d'Issy-les-Moulineaux, lorsqu'un véhicule piégé explosa, faisant trois morts et quarante-sept blessés.
- Au no 33, une plaque commémorative apposée sur la façade de l’immeuble où vécut Victor Cresson lorsqu’il était maire de la commune[11].
- Palais des Arts et des Congrès d'Issy-les-Moulineaux.